# Simon Schermer
Simon Schermer, né en juillet 1747 à Wormerveer et mort dans cette ville le 7 novembre 1810, est un homme politique néerlandais.

## Biographie
Schermer est baptisé le 29 juillet 1747 à Wormer. Il est un marchand de Wormerveer, en Hollande, près d'Amsterdam. Le 27 janvier 1796, il est élu député à la première Assemblée nationale batave par le district de Purmerend. Il est réélu en août 1797 et participe au coup d'État unitariste du 22 janvier 1798. Schermer est victime de l'épuration qui suit le coup d'État réactionnaire du 12 juin 1798.
Il retrouve son siège après les élections du 31 juillet 1799 et reste membre du Corps législatif batave jusqu'à la mise en place de la Régence d'État le 17 octobre 1801.